# Tunísia
A Tunísia (em árabe: تونس; romaniz.: Tūnis, pronunciado: [ˈtuːnɪs]; em francês: Tunisie, pronunciado: [tynizi]; em berbere: ⵜⵓⵏⴻⵙ; romaniz.: Tunest), oficialmente República Tunisina (em árabe: الجمهورية التونسية; romaniz.: al-Jumhūriyyah at-Tūnisiyyah; em francês: République tunisienne; em berbere: ⵜⴰⴳⴷⵓⴷⴰ ⵏ ⵜⵓⵏⴻⵙ), é um país da África do Norte que pertence à região do Magrebe. É limitada ao norte e o leste pelo mar Mediterrâneo, através do qual faz fronteira com a Itália, ficando especialmente próxima da ilha de Pantelária e das ilhas Pelágias. Sua fronteira ocidental é com a Argélia (965 km) e a leste e sul com a Líbia (459 km). A sua capital e maior cidade é Túnis, que está situada no nordeste do país.
Quase 40% da superfície do território é ocupada pelo deserto do Saara. O restante é constituído de terras férteis, que foram berço da civilização cartaginesa, a qual atingiu o seu apogeu no século III a.C., antes de sucumbir ao Império Romano.
Muito tempo foi chamada Regência de Tunes, um beilhique (estado satélite) do Império Otomano. A Tunísia passou a ser um protetorado francês em 1881 e adquiriu a independência em 20 de Março de 1956. O país toma a denominação oficial de Reino da Tunísia com o final do mandato de Lamine Bei, que, no entanto, jamais usou o título de rei, tendo sido proclamada uma república em 25 de Julho de 1957. Integrada nas principais comunidades internacionais, a Tunísia faz igualmente parte da Liga Árabe, da União Africana e da Comunidade dos Estados do Sahel-Sahara, entre outras.
Juntamente com Seychelles, Mauricia, Argélia, Botsuana, Líbia e Gabão, o país é um dos mais desenvolvidos da África, com um IDH considerado alto e sua renda per capita é uma das maiores do continente, que é relativamente alta comparada a outros países africanos.

## Etimologia
A palavra Tunísia é derivada de Túnis, capital da Tunísia moderna. A forma atual do nome, com seu sufixo -ia, evoluiu do francês Tunisie.
Exitem várias possíveis origens do nome Túnis. É geralmente associado com à raiz berbere ⵜⵏⵙ, transcrita como tns, o que significa "deitar-se" ou "acampamento". Por vezes, é também associada à deusa púnica Tanit, a antiga cidade de Tynes.

## História

### Pré-história e antiguidade
Métodos agrícolas atingiram o Vale do Nilo, na região do Crescente Fértil, cerca de 5 000 a.C. e se espalharam para o Magrebe em cerca de 4 000 a.C.. As primeiras comunidades agrícolas nas planícies costeiras úmidas da Tunísia central são ancestrais das tribos berberes de hoje.
Acreditava-se que nos tempos antigos a África era originalmente povoada por getulos e líbios, ambos povos nômades. De acordo com o historiador romano Salústio, o semideus Hércules morreu na Espanha e seu exército oriental poliglota foi deixado para ocupar a terra a região, com alguma migração para a África. Os persas foram para o Ocidente, misturaram-se com os getulos e se tornaram os númidas. Os númidas e os mouros pertenciam à etnia a partir da qual os berberes são descendentes. O significado traduzido de "númida" é nômade" e, de fato, as pessoas esses povos eram seminômades.
No início da história registrada, a Tunísia era habitada por tribos berberes. Sua costa foi colonizada por fenícios começando tão cedo quanto já no século XII a.C. A cidade de Cartago foi fundada no século IX a.C. por colonos fenícios e cipriotas. A lenda diz que Dido de Tiro, no atual Líbano, fundou a cidade em 814 a.C., como recontado pelo escritor grego Timeu de Tauromênio. Os colonos de Cartago inspiraram sua cultura e religião nos fenícios.
Após uma série de guerras com cidades-Estados gregas (pólis) localizadas na Sicília no século V a.C., Cartago subiu ao poder e, eventualmente, tornou-se a civilização dominante no Mediterrâneo Ocidental. A população de Cartago adorava um panteão de deuses do Oriente Médio que incluía Baal e Tanite. O símbolo de Tanite, uma figura feminina simples com os braços estendidos e de vestido longo, é um ícone popular encontrado em locais antigos. Os fundadores de Cartago também estabeleceram um tofete, que foi alterado no tempo dos romanos.
A invasão cartaginesa da península Itálica conduzida por Aníbal durante a Segunda Guerra Púnica, um de uma série de guerras com a Roma Antiga, quase impossibilitou o surgimento do poder romano. Depois da conclusão do conflito, em 202 a.C., Cartago passou a funcionar como um Estado fantoche da República Romana por mais 50 anos. Depois da batalha de Cartago, em 149 a.C., a cidade foi conquistada por Roma. Depois da conquista romana, a região tornou-se um dos principais celeiros dos romanos e foi totalmente latinizado.
Durante o período romano a área da Tunísia atual teve um enorme desenvolvimento. A economia, principalmente durante o Império Romano, prosperou graças à agricultura. Chamada de "celeiro do Império", a área da Tunísia e da Tripolitânia, de acordo com uma estimativa, produzia um milhão de toneladas de cereais por ano, um quarto do que era exportado pelo Império. Cultivos adicionais incluíam feijão, figos, uvas e outras frutas.

### Domínio árabe e otomano
Em algum momento entre a segunda metade do século VII e início do VIII, houve conquista muçulmana do Magrebe por árabes. Eles fundaram a primeira cidade islâmica no norte da África, Cairuão. Foi lá, em 670 que a Mesquita de Uqueba, ou a Grande Mesquita de Cairuão, foi construída; esta mesquita é o santuário mais antigo e prestigiado no Ocidente muçulmano e mantém o mais antigo minarete do mundo; também é considerado uma obra-prima da arte e arquitetura islâmica.
Os governadores árabes de Tunis fundou a dinastia Aglábida, que governou a Tunísia, a Tripolitânia e o leste da Argélia do ano 800 a 909. A Tunísia floresceu sob o domínio árabe quando sistemas extensivos foram construídos para abastecer as cidades com água para uso doméstico e irrigação, o que promoveu a agricultura, principalmente a produção de azeitona. Esta prosperidade permitia uma vida de luxo para a corte e foi marcada pela construção de novas cidades-palácio, como al-Abassiya (809) e Raqadda (877).
Depois de conquistar o Cairo, os fatímidas abandonaram a Tunísia e partes do leste da Argélia aos zíridas locais (972–1148). A Tunísia zírida floresceu em muitas áreas como agricultura, comércio e ensino religiosos e secular. No entanto, a gestão dos líderes zíridas posteriores foi negligente, o que levou à instabilidade política.
A invasão da Tunísia pela Banu Hilal, uma confederação de tribos de guerreiros árabes beduínos que eram encorajados pelos fatímidas do Egito para tomar o Norte de África, fez com que a vida urbana e econômica da região entrasse em um declínio adicional. O historiador árabe ibne Caldune escreveu que as terras devastadas pela invasores da Banu Hilal haviam se tornado completamente áridas.
O litoral foi brevemente mantido pelos normandos da Sicília no século XII, mas após a conquista da Tunísia em 1159–1160 pelos almóadas, os últimos cristãos na Tunísia desapareceram, seja através da conversão ou da emigração forçada. Os almóadas governaram inicialmente sobre a Tunísia através de um governador, geralmente um parente próximo do califa. Apesar do prestígio dos novos senhores, o país ainda era indisciplinado, com tumultos e combates contínuos entre os habitantes da cidade e árabes e turcos.
A maior ameaça ao governo almóada na Tunísia era a dinastia Banu Gania, descendente dos almorávidas, que a partir de sua base em Maiorca tentou restaurar o domínio almorávida sobre o Magrebe. Por volta de 1200, eles conseguiram estender seu domínio sobre toda a Tunísia, até serem esmagados pelas tropas almóadas em 1207. Após este sucesso, os almóadas instalaram Ualide Abu Hafes como o governador da Tunísia, que permaneceu como parte do Califado Almóada até 1230, quando o filho de Abu Hafes declarou-se independente. Durante o Reino Haféssida, relações comerciais frutíferas foram estabelecidas com vários países mediterrânicos cristãos. No final do século XVI a costa tunisiana tornou-se um reduto de piratas (veja: Berbéria).
Nos últimos anos dos haféssidas, a Espanha tomou muitas das cidades litorâneas, mas estas foram recuperadas pelo Império Otomano. A primeira conquista otomana de Túnis aconteceu em 1534, sob o comando de Barba Ruiva, o irmão mais novo de Uluje Ali, que foi o capitão paxá da Frota Otomana durante o reinado de Solimão, o Magnífico. No entanto, foi apenas na reconquista otomana final de Túnis da Espanha em 1574, sob o comando de Uluje Ali, que os otomanos anexaram permanentemente a antiga Ifríquia haféssida, mantendo-a até à conquista francesa da região em 1881. Foi sob o domínio otomano que se estabeleceu a Constituição Tunisiana de 1861, primeira constituição escrita do país.
Inicialmente sob domínio turco a partir de Argel, a Sublime Porta nomeou diretamente um paxá para governar Túnis que era apoiado por forças janízaras. Em pouco tempo, no entanto, a Tunísia tornou-se de fato uma província autônoma, sob o comando do bei local, o que deixou a região com uma independência virtual. Os husseinitas, dinastia criada em 1705, durou até 1957.

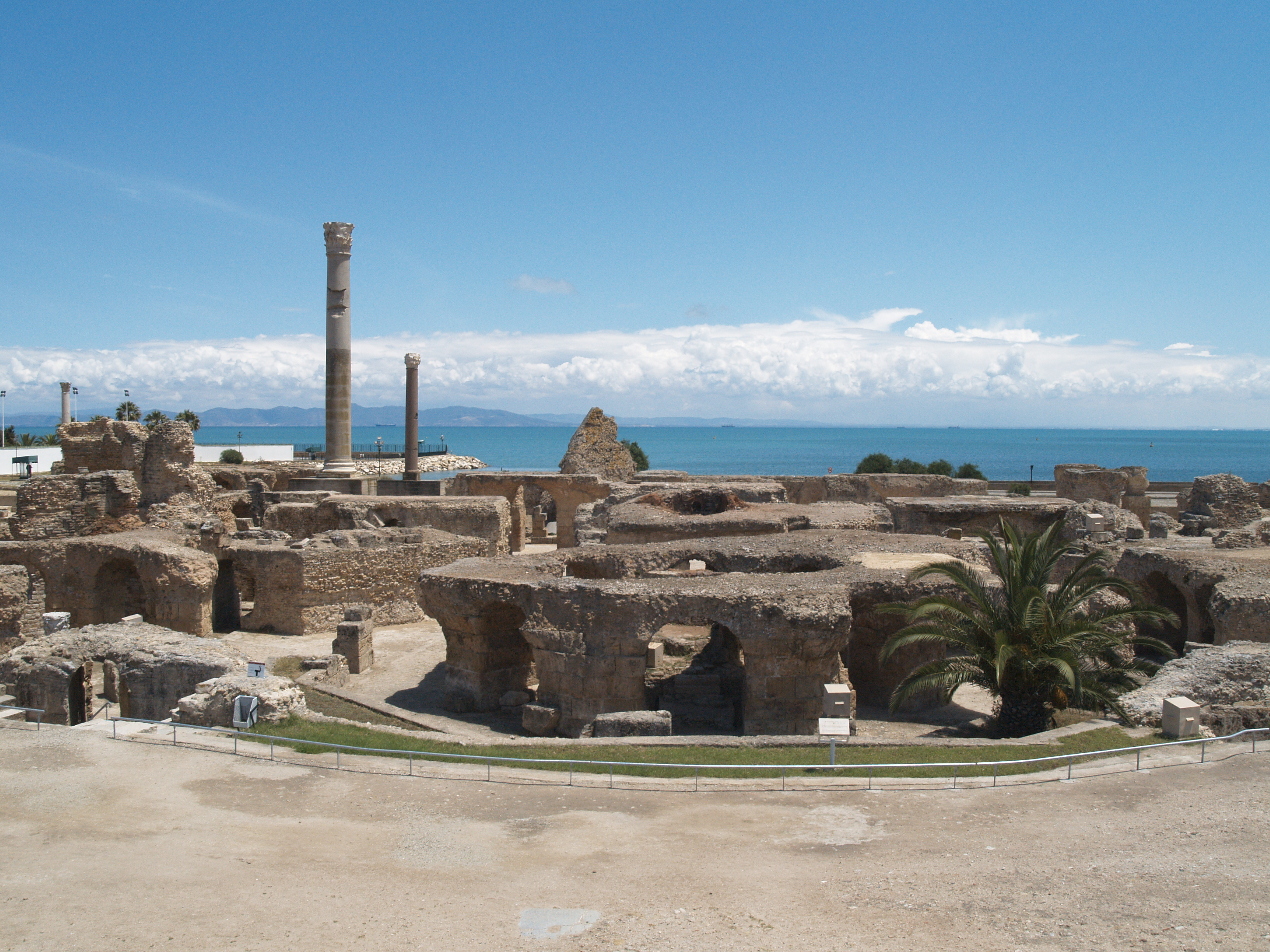
Ruínas das termas romanas  de Antonino em Cartago
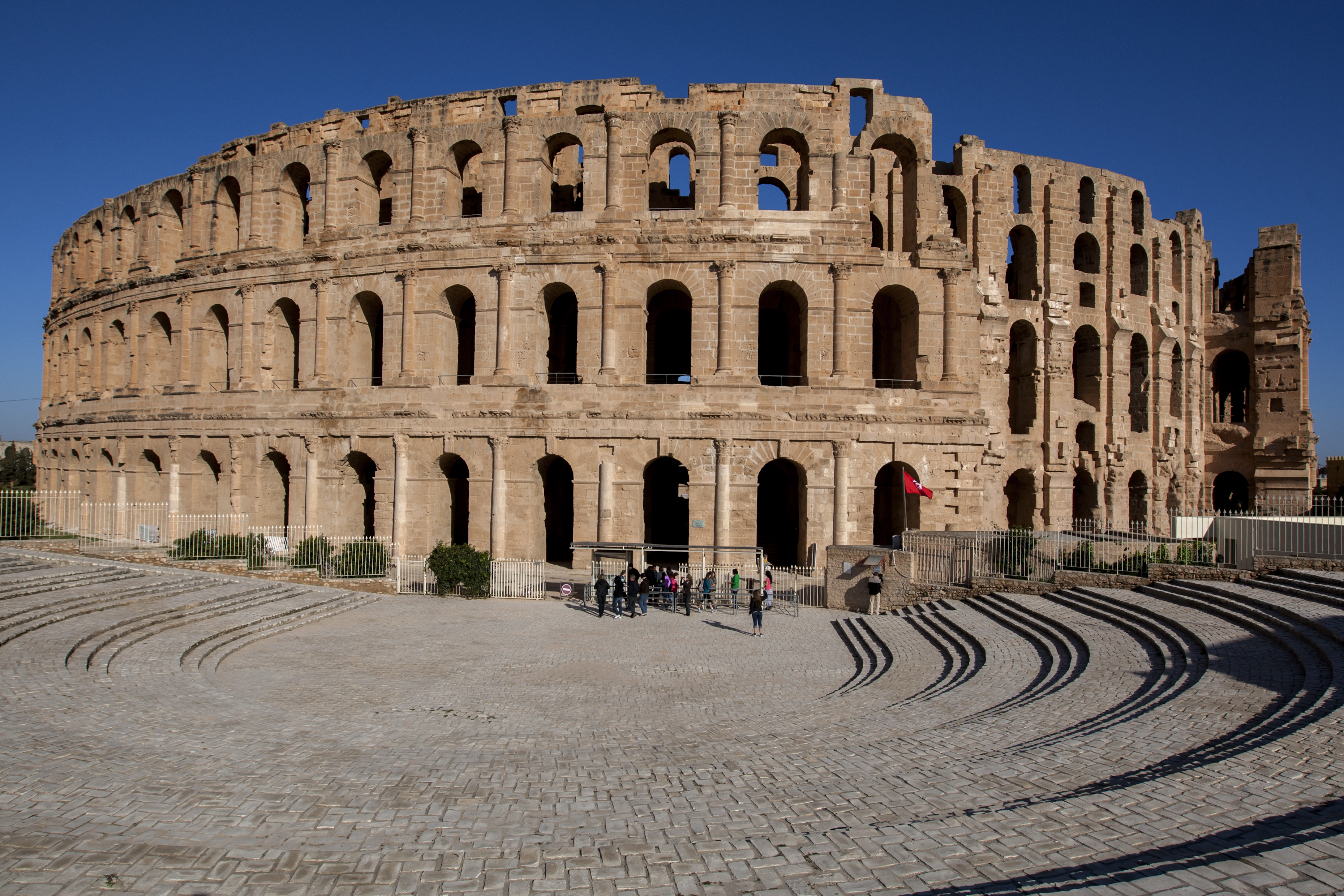
Anfiteatro de El Jem, construído pelos romanos
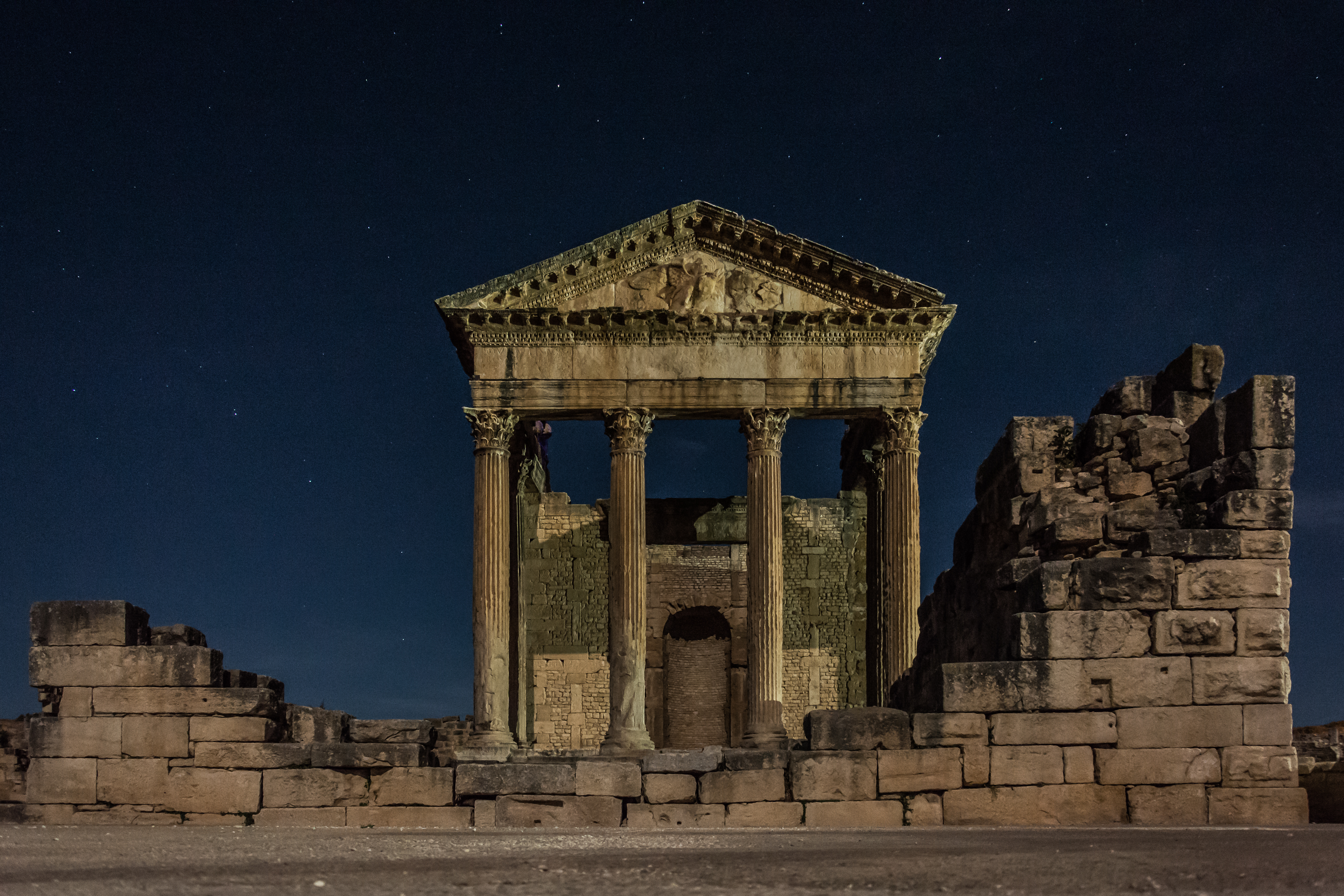
Capitólio da cidade romana de Duga
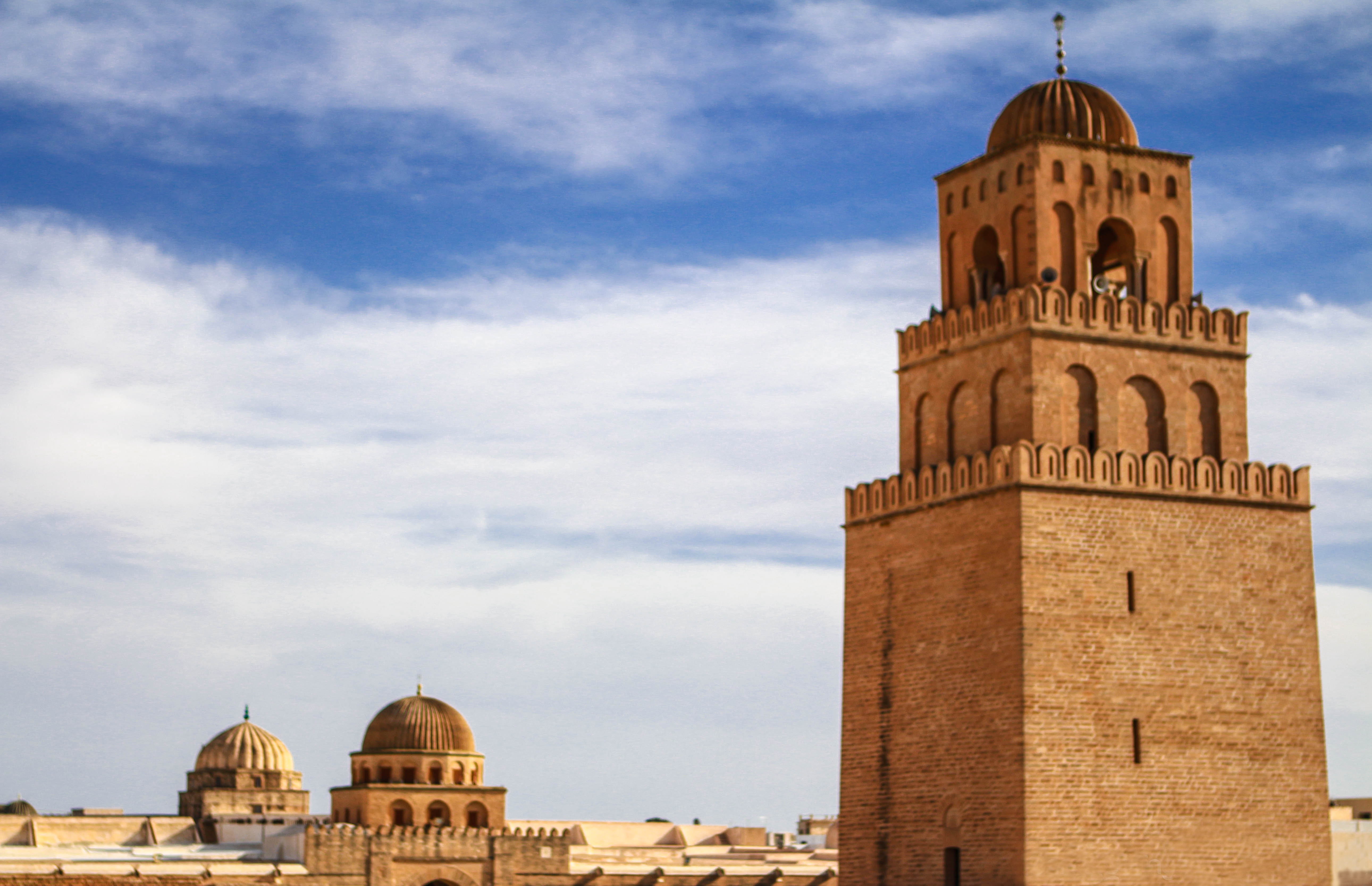
Grande Mesquita de Cairuão, a mais antiga mesquita do Magrebe
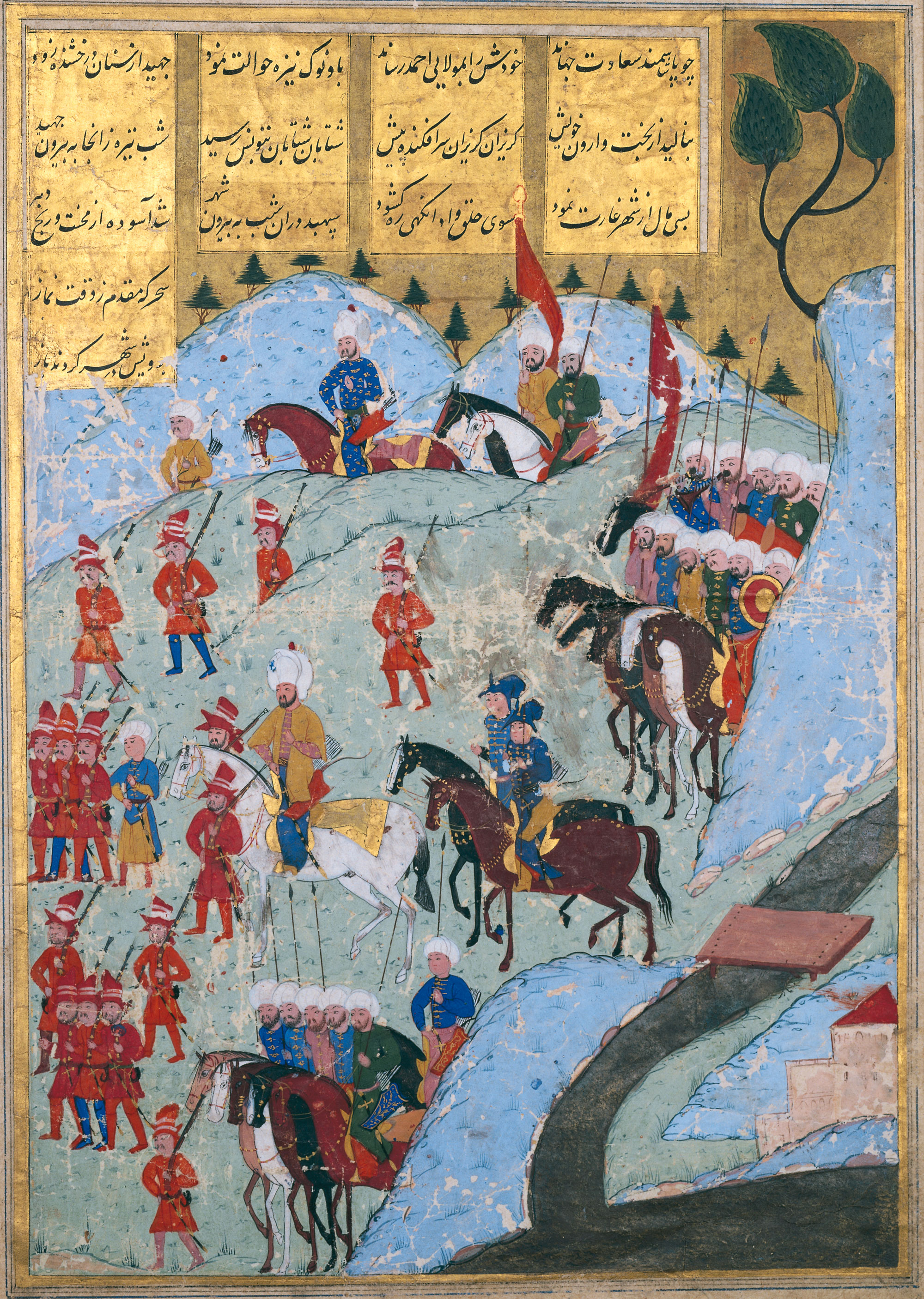
O exército otomano marcha sobre Túnis em 1569

### Domínio francês

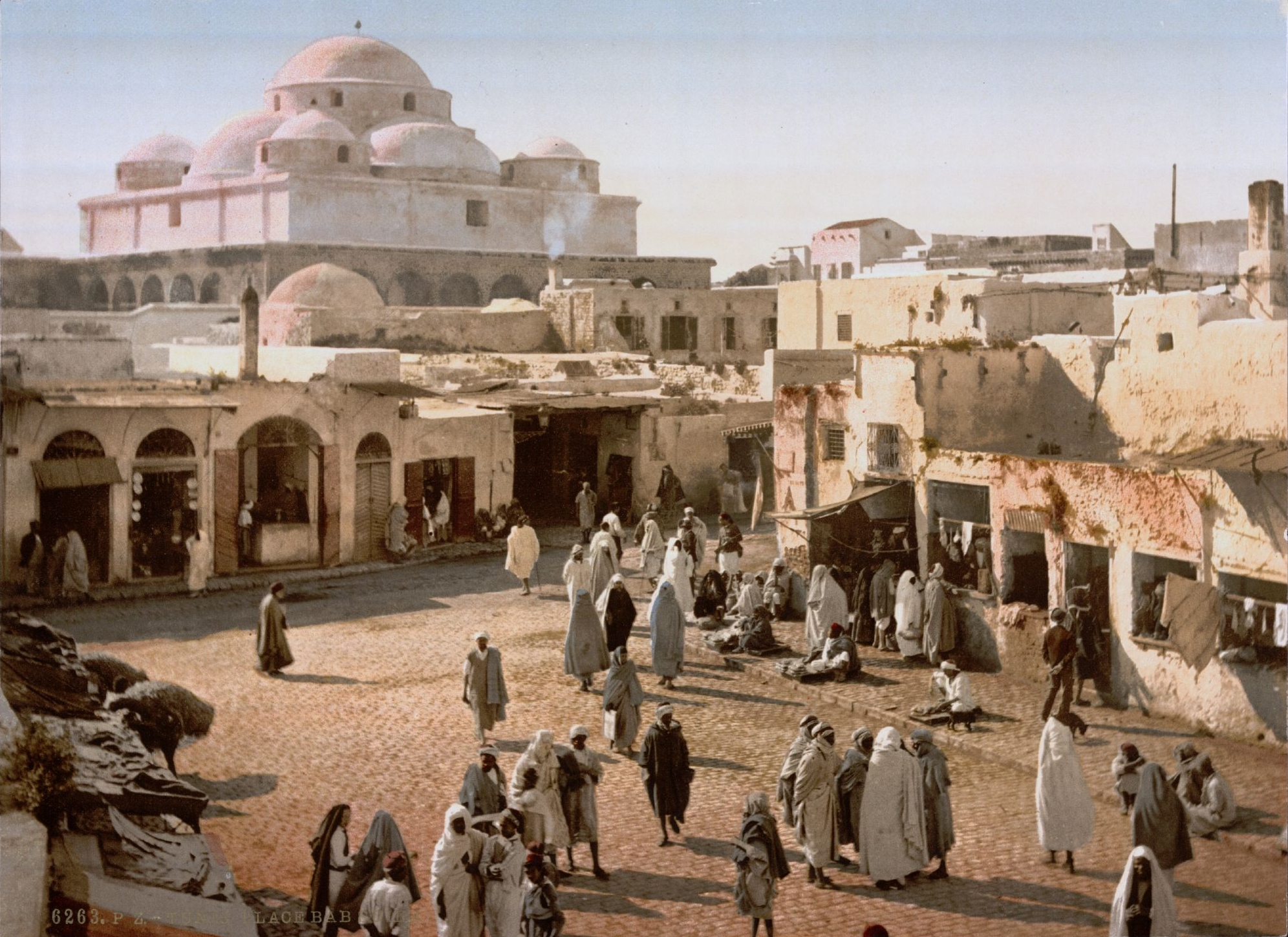
Bairro Bab Souika em Túnis em 1899

Em 1869, a Tunísia declarou-se falida e uma comissão financeira internacional assumiu o controle de sua economia. Em 1881, usando o pretexto de uma incursão para a Argélia, os franceses invadiram o país com um exército de cerca de 36 000 homens e forçou o bei a concordar com os termos do Tratado de Bardo, em 1881. Com este tratado, a Tunísia tornou-se oficialmente um protetorado francês, apesar das objeções da Itália. Sob colonização francesa, assentamentos europeus no país foram ativamente incentivados; o número de colonos franceses cresceu de 34 000 em 1906 para 144 000 em 1945. Em 1910, havia 105 000 italianos vivendo na Tunísia.
Em 1942–1943, durante a Segunda Guerra Mundial, o país foi o palco da Campanha da Tunísia, uma série de batalhas entre as forças do Eixo e dos Aliados. A batalha começou com o sucesso inicial das forças alemãs e italianas, mas a superioridade numérica dos Aliados levou à rendição do Eixo em 13 de maio de 1943.

### Independência

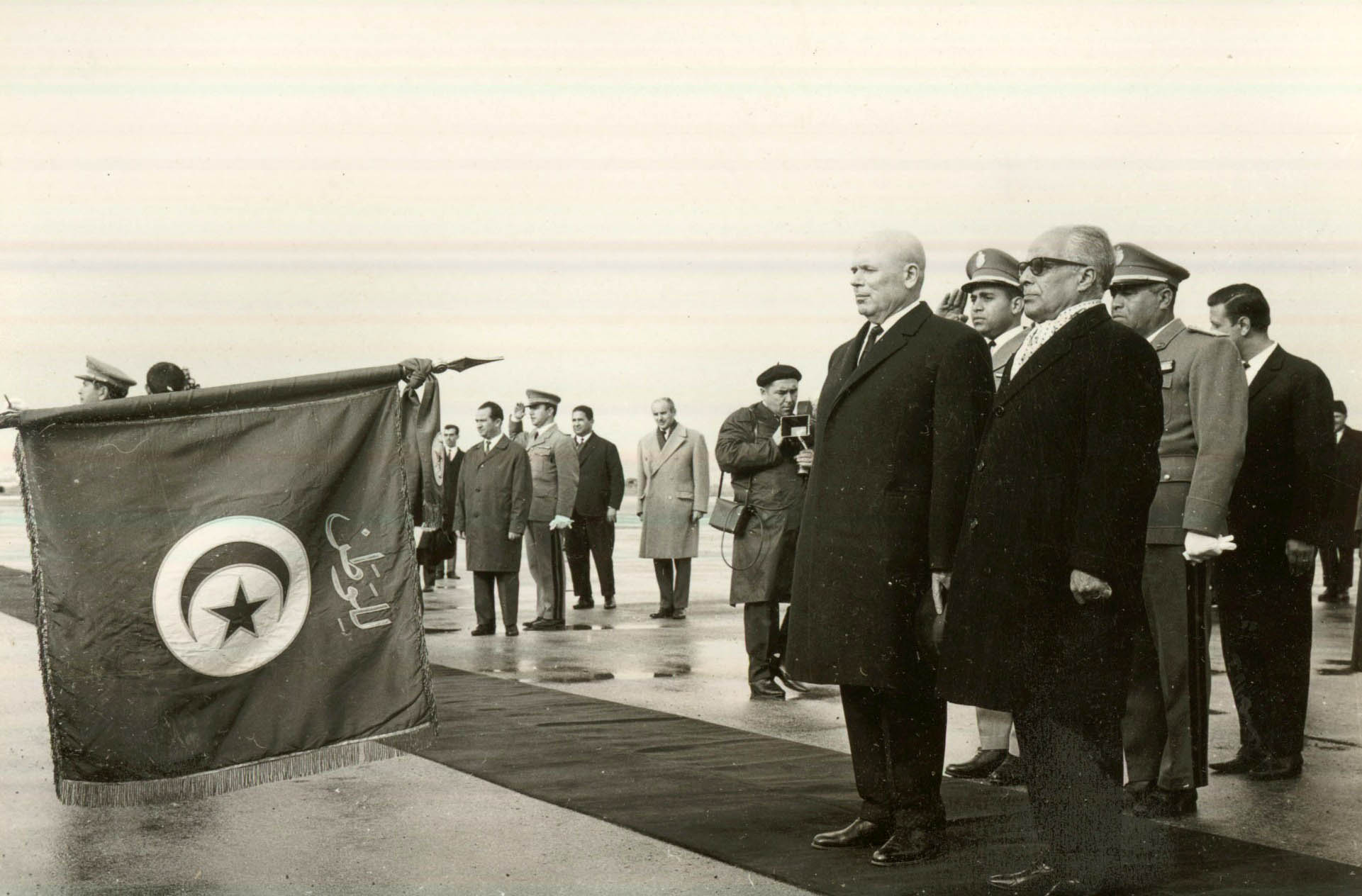
Habib Bourguiba, o primeiro presidente da Tunísia ao lado da bandeira nacional

A Tunísia conquistou a independência da França em 1956, liderada por Habib Bourguiba, que mais tarde tornou-se o primeiro presidente da Tunísia. A secular Assembleia Constitucional Democrática (RCD), anteriormente conhecida como Neo Destour, controlou o país através de um dos regimes mais repressivos do mundo árabe, de sua independência em 1956 até a revolução da Tunísia em 2011.
Em novembro de 1987, os médicos declararam Bourguiba incapaz de governar e, em um golpe de Estado sem derramamento de sangue, o primeiro-ministro Zine El Abidine Ben Ali assumiu a presidência. O presidente Ben Ali, anteriormente ministro de Bourguiba e uma figura militar, manteve-se no poder de 1987 a 2011, depois que uma equipe de médicos especialistas julgou Bourguiba inapto para exercer as funções do cargo, em conformidade com o artigo 57 da Constituição da Tunísia. O aniversário da sucessão de Ben Ali, 7 de novembro, era celebrado como um feriado nacional. Ele foi sistematicamente reeleito com maiorias significativas a cada eleição, sendo a última em 25 outubro de 2009, até ele fugir do país em meio a agitação popular de janeiro de 2011.
Ben Ali e sua família foram acusados de corrupção política e de saquear o dinheiro do país. Os membros corruptos da família Trabelsi, principalmente nos casos de Imed Trabelsi e Belhassen Trabelsi, controlavam grande parte do setor empresarial do país. A primeira-dama Leila Ben Ali era descrita como uma compradora compulsiva que usava o avião do governo para fazer viagens não oficiais frequentes para capitais da moda da Europa. A Tunísia recusou um pedido da França para a extradição de dois sobrinhos do presidente, do lado de Leila, que foram acusados pelo Ministério Público do Estado Francês de ter roubado dois mega-iates de uma marina francesa.
Grupos independentes de direitos humanos, como a Anistia Internacional e a Freedom House, documentaram que os direitos humanos e políticos básicos não eram respeitados no país. O regime obstruía de qualquer maneira possível o trabalho das organizações de direitos humanos locais. Em 2008, em termos de liberdade de imprensa, a Tunísia foi classificada na 143ª posição entre os 173 países avaliados.

### Revolução

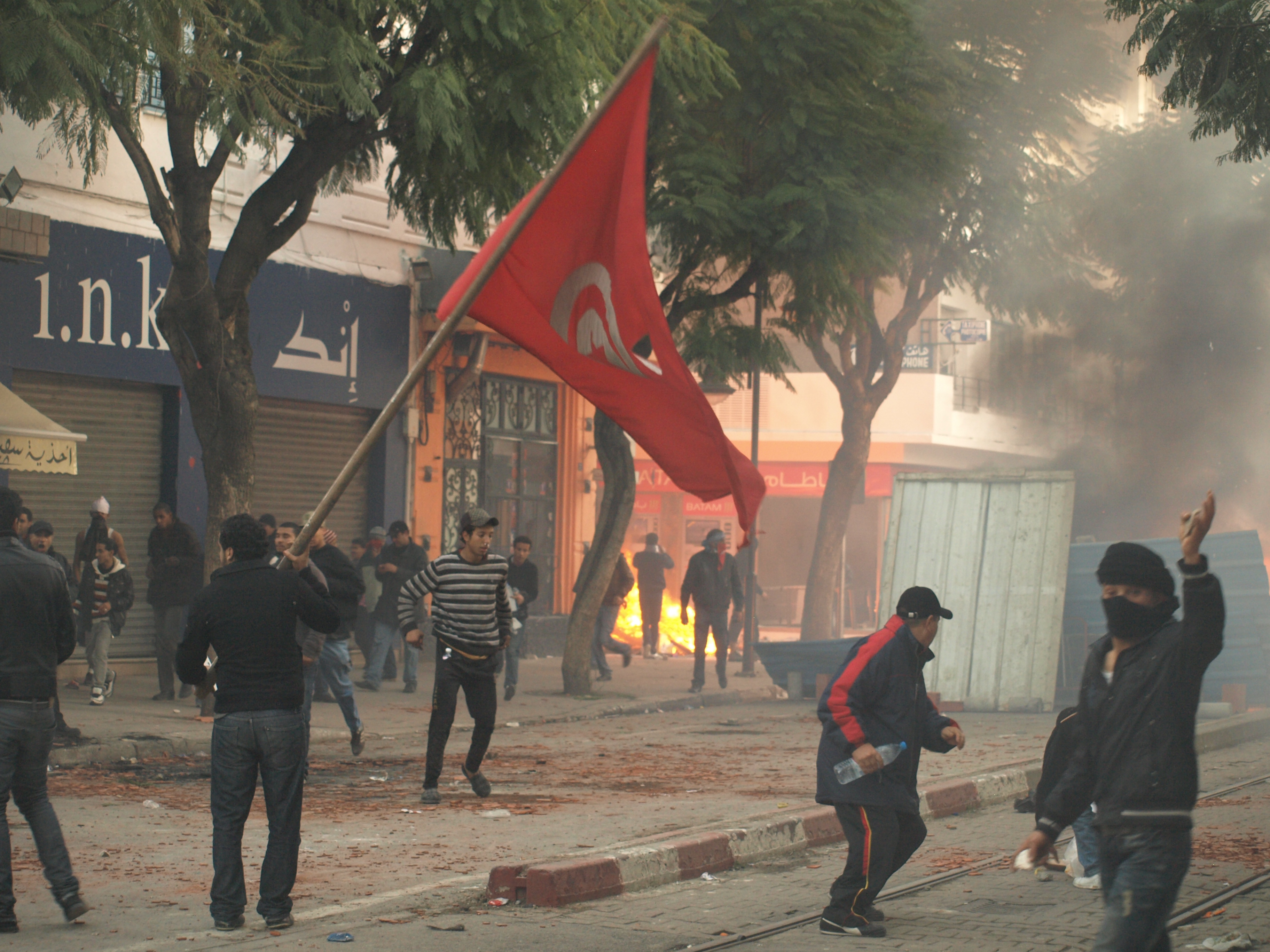
Manifestantes lutam contra a polícia em 14 de janeiro de 2011, durante a Revolução de Jasmim que posteriormente desencadeou a Primavera Árabe

A Revolução de Jasmim foi uma intensa campanha de resistência civil que foi precipitada pela elevada taxa de desemprego, a inflação dos alimentos, a corrupção política, a falta de liberdade de expressão e outras liberdades políticas e as más condições de vida. Os sindicatos foram uma parte integrante dos protestos. Os protestos inspiraram a Primavera Árabe, uma onda de levantes civis semelhantes em todo o mundo árabe.
O catalisador para as manifestações em massa foi a morte de Mohamed Bouazizi, um vendedor ambulante de 26 anos de idade que colocou fogo no próprio corpo em 17 de dezembro de 2010, em protesto contra o confisco de suas mercadorias e a humilhação infligida a ele por um funcionário municipal. A raiva e a violência se intensificaram após a morte de Bouazizi, em 4 de janeiro de 2011, levando o presidente Zine El Abidine Ben Ali a renunciar em 14 de janeiro de 2011, após 23 anos no poder. Os protestos continuaram até a proibição do partido no poder e a expulsão de todos os membros do governo de transição formado por Mohamed Ghannouchi. Eventualmente, o novo governo cedeu às demandas. Um tribunal de Túnis proibiu a atuação do antigo partido governante e confiscou todos os seus recursos. Um decreto do Ministro do Interior proibiu também a "polícia política", que eram forças especiais que eram usadas para intimidar e perseguir ativistas políticos durante o regime de Ben Ali.
Em 3 de março de 2011, o presidente anunciou que as eleições para uma Assembleia Constituinte seria realizada em 23 de outubro de 2011. Observadores internos e internacionais declararam o processo eleitoral livre e justo. O Movimento Ennahda, anteriormente proibido pelo regime de Ben Ali, conquistou 90 assentos do parlamento, de um total de 217. Em 12 de dezembro de 2011, o ex-ativista dos direitos humanos e dissidente veterano Moncef Marzouki foi eleito presidente do país. Em março de 2012, o Ennahda declarou que não iria apoiar que a xaria passasse a ser a principal fonte da legislação nacional na nova constituição, mantendo a natureza secular do Estado tunisiano. A postura de Ennahda sobre a questão foi criticada por islamitas radicais, que queriam que a xaria fosse completamente aplicada.

## Geografia

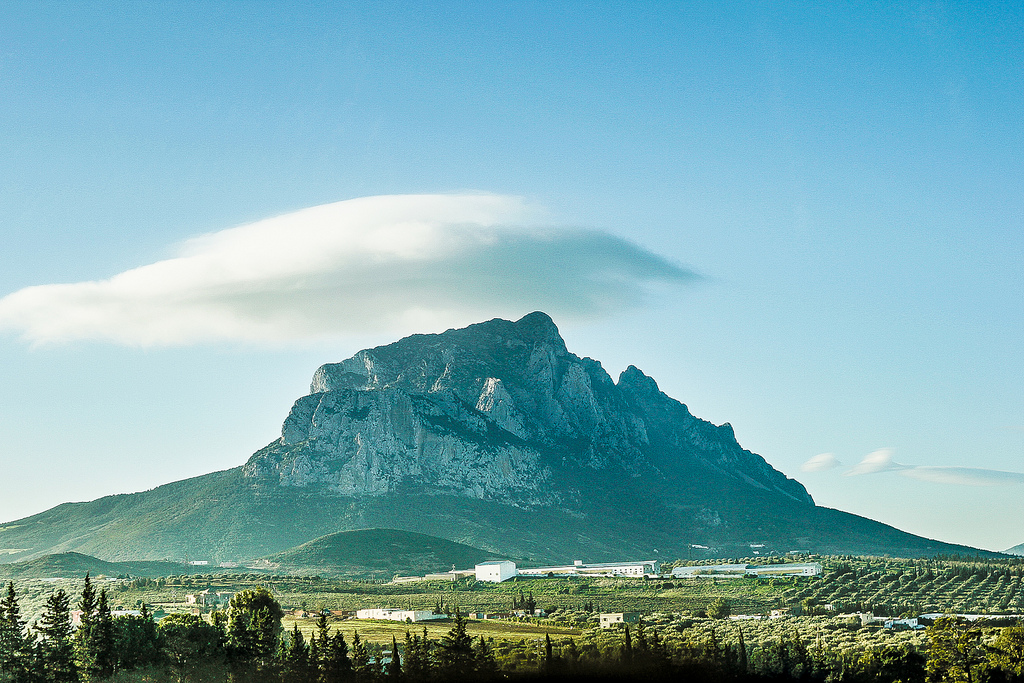
Djebel Ressas, Ben Arous

A Tunísia está situada na costa mediterrânea do norte da África, a meio caminho entre o Oceano Atlântico e o Delta do Nilo. Faz fronteira com a Argélia a oeste e com a Líbia, a leste e sul. Situa-se entre as latitudes 30 ° e 38 °N e longitudes 7 ° e 12 °E.
Embora seja relativamente pequeno em tamanho, o país conta com uma grande diversidade ambiental, devido à sua extensão norte-sul. A sua extensão leste-oeste é limitada. As diferenças da Tunísia como o resto do Magrebe são em grande parte diferenças ambientais definidas na direção norte-sul, como a diminuição acentuada das chuvas na região sul.
A Dorsal, a extensão leste das Cordilheira do Atlas, atravessa a Tunísia, em direção nordeste, a partir da fronteira argelina, a oeste da península do Cabo Bon, no leste. A norte da Dorsal está Tell, uma região caracterizada por colinas baixas e planícies, novamente uma extensão de montanhas a oeste da Argélia. No Khroumerie, na região noroeste da Tunísia, as elevações atingem 1 050 m e neve ocorre no inverno.
O clima da Tunísia encontra-se sujeito a influências mediterrânicas e saarianas. O clima mediterrâneo predomina no norte e caracteriza-se por invernos amenos e verões quentes e secos. As temperaturas variam em função da latitude, altitude ou proximidade em relação ao Mar Mediterrâneo. As temperaturas médias são de 12 °C em Dezembro e 30 °C em Julho.

## Demografia
A população tunisiana, do ponto de vista sociológico, histórico e genealógico, é composta por árabes e berberes. Em 1870, a distinção entre a massa árabe e a elite turca se desfez e hoje a esmagadora maioria da população, cerca de 98%, simplesmente identifica-se como árabe. Há também uma pequena população puramente berbere (1%, no máximo) localizada nas montanhas Dahar e na ilha de Djerba no sudeste e na região montanhosa de Khroumire no noroeste.
Do final do século XIX até depois da Segunda Guerra Mundial, a Tunísia foi o lar de grandes populações de franceses e italianos (255 000 europeus moravam no país em 1956), embora quase todos eles, juntamente com a população judaica, tenham deixado a Tunísia após a independência do país. A história dos judeus na Tunísia remonta há cerca de 2 000 anos. Em 1948, a população judaica foi estimada em 105 000 pessoas, mas em 2013 apenas cerca de 900 permaneceram no país.
O primeiro povo conhecido na história do que é hoje a Tunísia foram os berberes. Numerosas civilizações e povos invadiram, migraram ou foram assimilados pela população ao longo dos milênios, com influências de populações de fenícios/cartagineses, romanos, vândalos, árabes, espanhóis, turcos otomanos, janízaros e franceses. Houve também um fluxo contínuo de tribos árabes nômades da Arábia.
Além disso, após a Reconquista e a expulsão dos não cristãos e mouriscos da Espanha, muitos muçulmanos e judeus espanhóis também chegaram. O governo tem apoiado um programa de planejamento familiar notavelmente bem-sucedido, que reduziu a taxa de crescimento da população de pouco mais de 1% ao ano, contribuindo para a estabilidade econômica e social da Tunísia.

### Religião

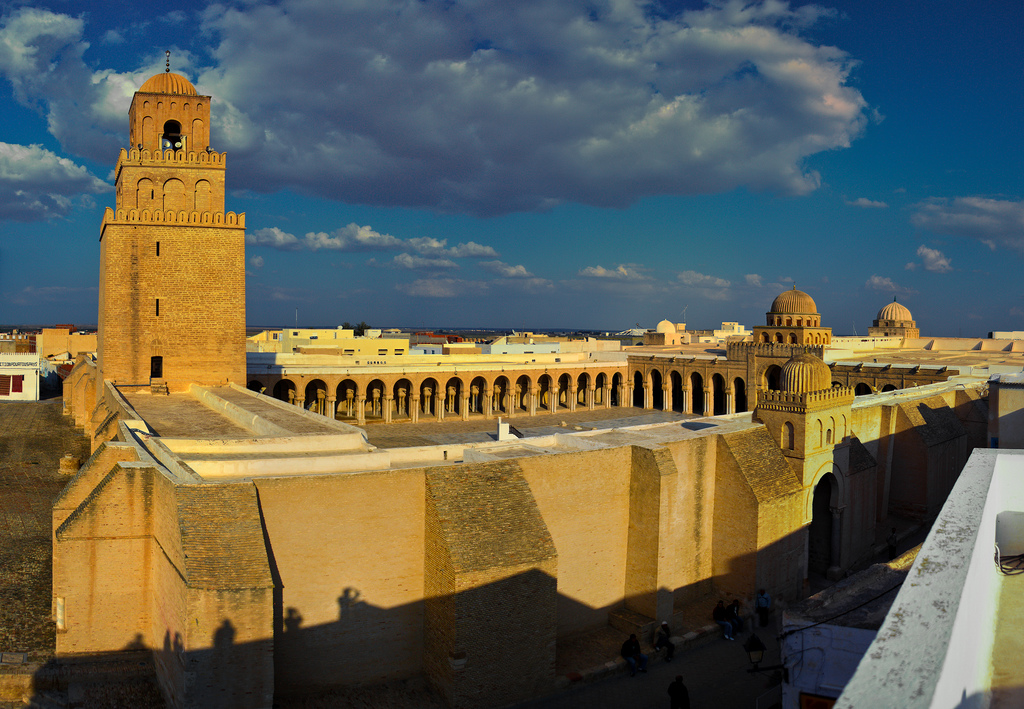
Grande Mesquita de Cairuão

Noventa e nove por cento dos tunisinos são Muçulmanos. A maior parte deles são sunitas pertencentes à madhhab maliquita, mas continua a existir um pequeno número de ibaditas entre os berberes da ilha de Djerba.
Existe uma pequena comunidade muçulmana indígena sufi, no entanto não existem estatísticas relativas ao seu tamanho. Informações fidedignas referem que muitos sufis deixaram o país logo após a independência quando os seus terrenos e edifícios religiosos foram revertidos para o governo (o mesmo que as fundações ortodoxas islâmicas). Ainda que a comunidade sufi seja pequena, a sua tradição de misticismo permeia a prática de Islão por todo o país. Existe uma pequena comunidade muçulmana indígena "marabutica" que pertence à irmandade espiritual conhecida como "Turuq".[carece de fontes?]
A comunidade cristã, composta por residentes estrangeiros e um pequeno grupo de nativos-nascidos cidadãos de ascendência árabe ou europeia, números 25 000 e se dispersa ao longo de todo o país. Existem 20 000 católicos.

### Línguas
O árabe é a língua oficial e o árabe tunisiano, conhecido como Derja, é a variedade local e usada popularmente. Há também uma pequena minoria de falantes de línguas berberes conhecidas coletivamente como Shelha.
O francês também desempenha um papel importante na sociedade tunisina, apesar de não ter um estatuto oficial. É amplamente utilizado na educação (por exemplo, como a língua de ensino nas ciências no ensino secundário), na imprensa e nos negócios. Em 2010, havia 6 639 000 francófonos na Tunísia, ou cerca de 64% da população. O italiano é compreendido e falado por uma pequena parte da população local. Placas e sinais de trânsito na Tunísia são geralmente escritos em árabe e francês.

## Governo e política

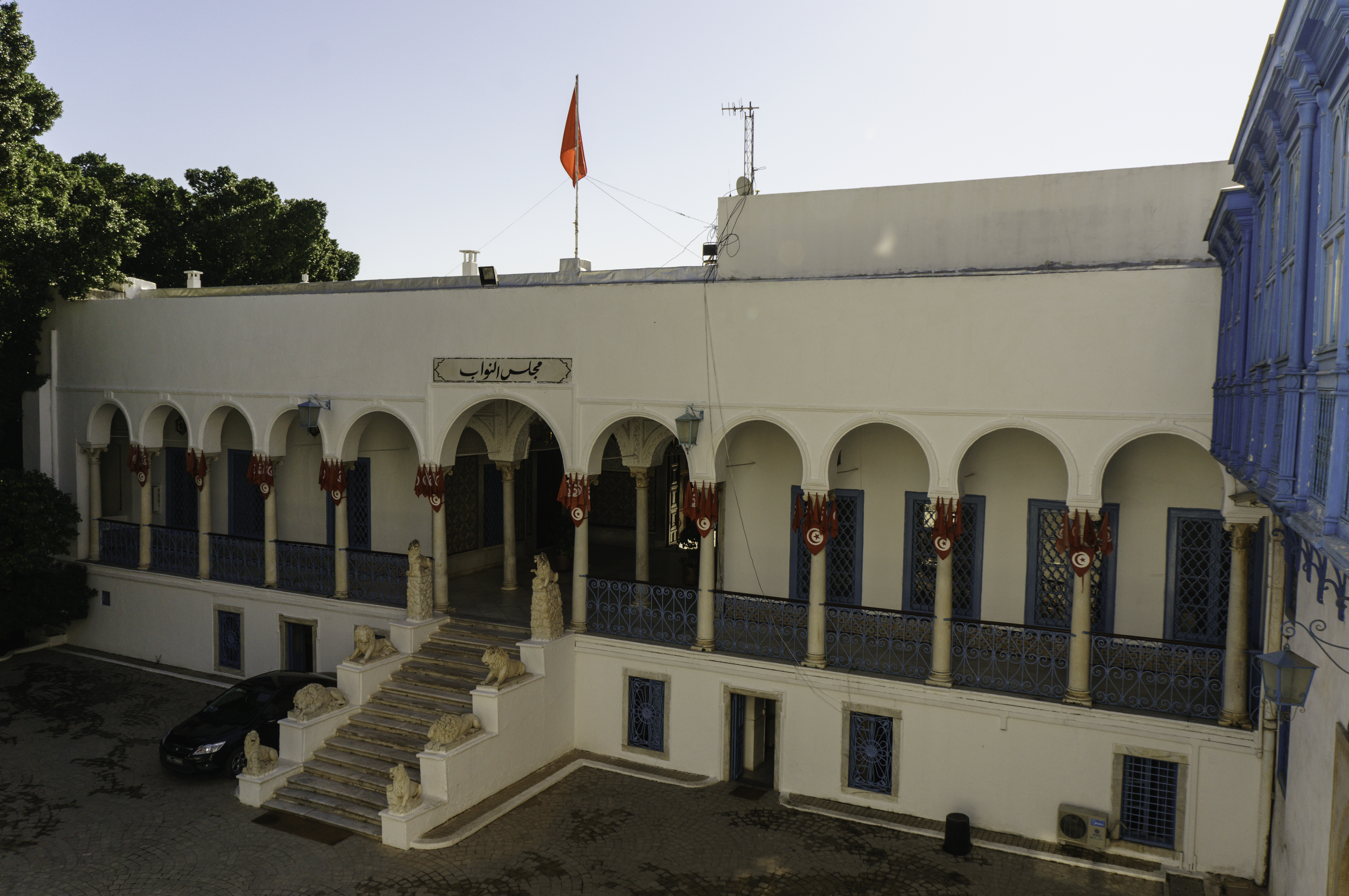
Fachada da sede do parlamento da Tunísia, em Túnis

A Tunísia é uma república constitucional com um presidente que serve como chefe de Estado e chefe de governo, um parlamento unicameral e um judiciário baseado no sistema romano-germânico. A Constituição da Tunísia, aprovada 26 de janeiro de 2014, garante direitos para as mulheres e afirma que a religião do presidente "será o Islã". Em outubro de 2014 o país realizou suas primeiras eleições sob a nova constituição e após a Primavera Árabe.
O número de partidos políticos legalizados na Tunísia tem crescido consideravelmente desde a revolução de 2011. Existem hoje mais de 100 partidos legais, incluindo vários que existiam durante o antigo regime. Durante o governo de Ben Ali, apenas três partidos da oposição funcionavam como independentes: o PDP, FDTL e o Tajdid. Embora alguns partidos sejam mais antigos e bem estabelecidos, visto que podem recorrer a estruturas partidárias anteriores, muitos dos mais de 100 partidos existentes no país em 2012 ainda eram pequenos.
As mulheres detinham mais de 20% dos assentos no parlamento bicameral pré-revolução do país, o que é raro no mundo árabe. Na Assembleia Constituinte de 2011, as mulheres ocuparam entre 24% e 31% de todos os lugares. A Tunísia está incluída na Política Europeia de Vizinhança da União Europeia, que visa aproximar a UE de seus vizinhos mais próximos. Em 23 de novembro de 2014 a Tunísia realizou sua primeira eleição presidencial após a Primavera Árabe, em 2011.

### Forças armadas

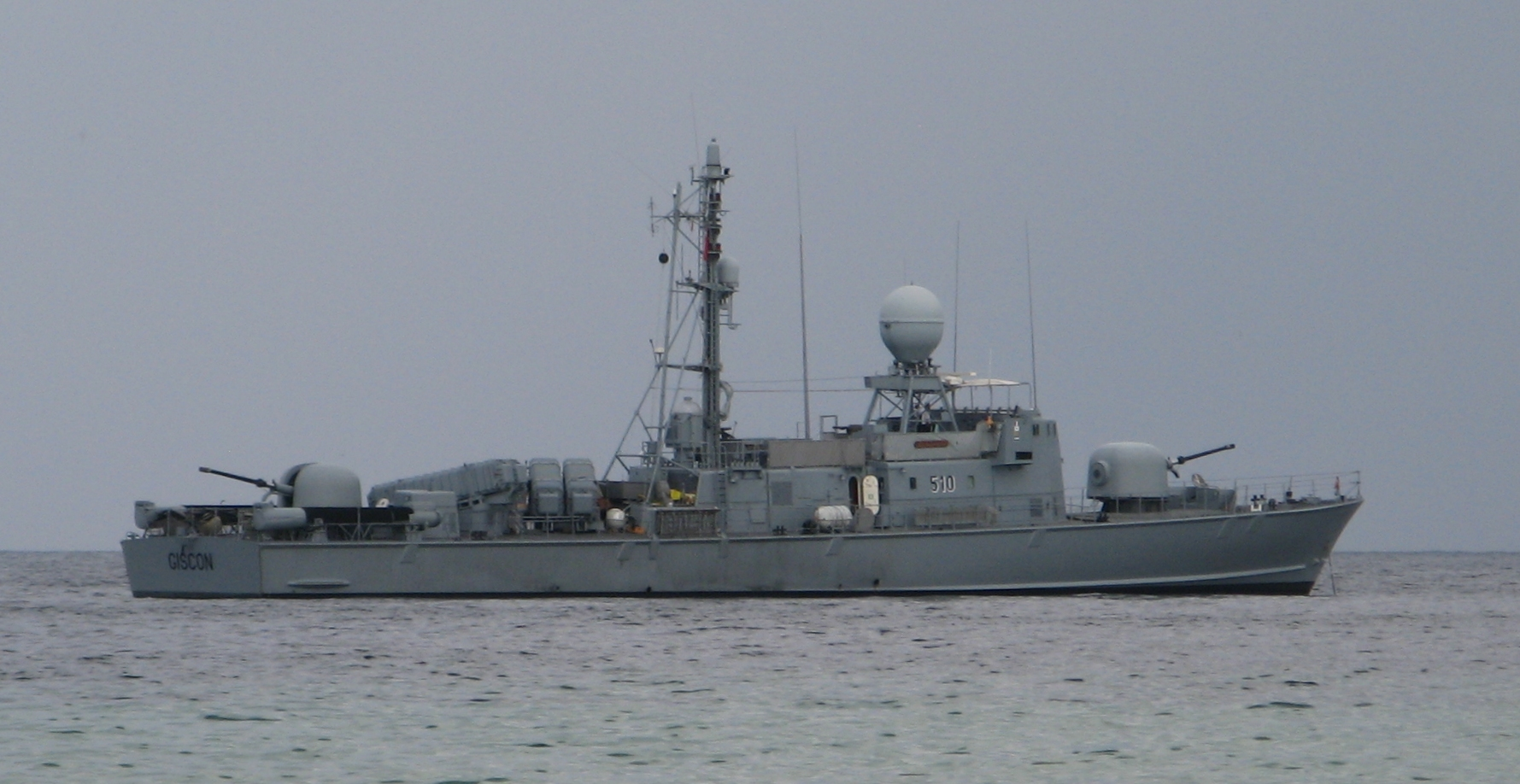
Giscon (510), uma embarcação de ataque rápido da Marinha da Tunísia.

Em 2008, a Tunísia tinha um exército composto por 27 000 pessoas, equipado com 84 tanques de batalha principais e 48 tanques leves. A Marinha tinha 4 800 homens, operava 25 barcos de patrulha e 6 outras embarcações. A Força Aérea mantinha 154 aeronaves e quatro UAVs. As forças paramilitares consistiam em uma guarda nacional de 12 000 membros.
Os gastos militares da Tunísia representavam 1,6% do PIB do país em 2006. O exército é responsável pela defesa nacional e também pela segurança interna. A Tunísia tem participado nos forças de manutenção da paz das Nações Unidas no Camboja (UNTAC), Namíbia (UNTAG), Somália, Ruanda, Burundi, Saara Ocidental (MINURSO) e a missão de 1960 no Congo (ONUC).
Os militares têm desempenhado historicamente um papel profissional e apolítico na defesa do país contra ameaças externas. Desde janeiro de 2011 e sob a direção do poder executivo, as forças armadas têm assumido crescente responsabilidade pela segurança interna e pela resposta à crise humanitária.

### Direitos humanos
Depois da revolução, uma série de grupos salafistas surgiram e, em algumas ocasiões, reprimiram violentamente expressões artísticas que eles consideram como "hostis" ao islão.
Desde a revolução de 2011, algumas organizações não governamentais têm se reconstituído e centenas de outras novas surgiram. Por exemplo, a Liga Tunisiana dos Direitos Humanos, a primeira organização de direitos humanos da África e do mundo árabe, operou sob restrições e intromissão do Estado por mais da metade de sua existência, mas agora está completamente livre para atuar. Algumas organizações independentes, como a Associação Tunisiana de Mulheres Democráticas, a Associação de Mulheres Tunisinas para a Pesquisa e Desenvolvimento e a Ordem dos Advogados também permanecem ativas.
Em 2017, a Tunísia tornou-se o primeiro país árabe a proibir a violência doméstica contra as mulheres, o que anteriormente não era um crime. Além disso, a lei que permitia que os violadores escapassem da punição casando-se com a vítima foi abolida.

## Subdivisões
A Tunísia está dividida em 24 províncias (em árabe: muhafazah) que estão subdivididas em 264 delegações ou distritos (mutamadiyat) que, por sua vez, subdividem-se em 2 073 sectores. As delegações são, ainda, subdivididas em municípios (shaykhats). As 24 províncias da Tunísia são:

## Economia

Principais produtos de exportação da Tunísia em 2019

Tunísia é um país orientado para a exportação e está em um processo de liberalização e privatização de uma economia que, apesar de uma média de crescimento do PIB de 5% desde o início da década de 1990, tem sofrido com a corrupção política que beneficia elites com conexões políticas. A Tunísia tem uma economia diversificada, que abrange agricultura, mineração, manufatura, produtos petrolíferos e turismo. Em 2008, teve um PIB de 45 bilhões * bilhões de dólares (taxas de câmbio oficiais) ou 115 bilhões de dólares em paridade de poder de compra (PPC).
O setor agrícola representa 11,6% do PIB, a indústria 25,7% e os serviços 62,8%. Na agricultura, o país foi, em 2019, o 7º maior produtor mundial de azeitona, o 10º maior produtor mundial de tâmara, o 7º maior produtor mundial de tomate, além de ter uma boa produção de trigo, cevada e melancia, entre outros.  Na pecuária, em 2019, a Tunísia produziu 1,4 bilhão de litros de leite de vaca, entre outra produtos.  As maiores exportações de produtos agropecuários processados do país em termos de valor, em 2019, foram: azeite de oliva e tâmaras, e com valor mais baixo: açúcar, comida industrializada, cigarro, macarrão, tomate, massa, margarina, bebidas de modo geral, produtos feitos com chocolate, entre outros. O país foi o 3º maior produtor mundial de azeite de oliva em 2018. Na mineração, em 2019, o país era o 10º maior produtor mundial de fosfato.
O setor industrial é composto principalmente pela fabricação de vestuário e calçados, peças de automóveis e máquinas elétricas. Embora a Tunísia tenha conseguido uma taxa de crescimento econômico relativamente alta desde os anos 1990, o país continua a sofrer de uma elevada taxa de desemprego, especialmente entre os jovens.
Em 2009, a Tunísia foi classificada como a economia mais competitiva da África e o 40º do mundo pelo Fórum Econômico Mundial. O país conseguiu atrair muitas empresas internacionais, como a Airbus e a Hewlett-Packard. O turismo representava 7% do PIB e 370 000 postos de trabalho em 2009.

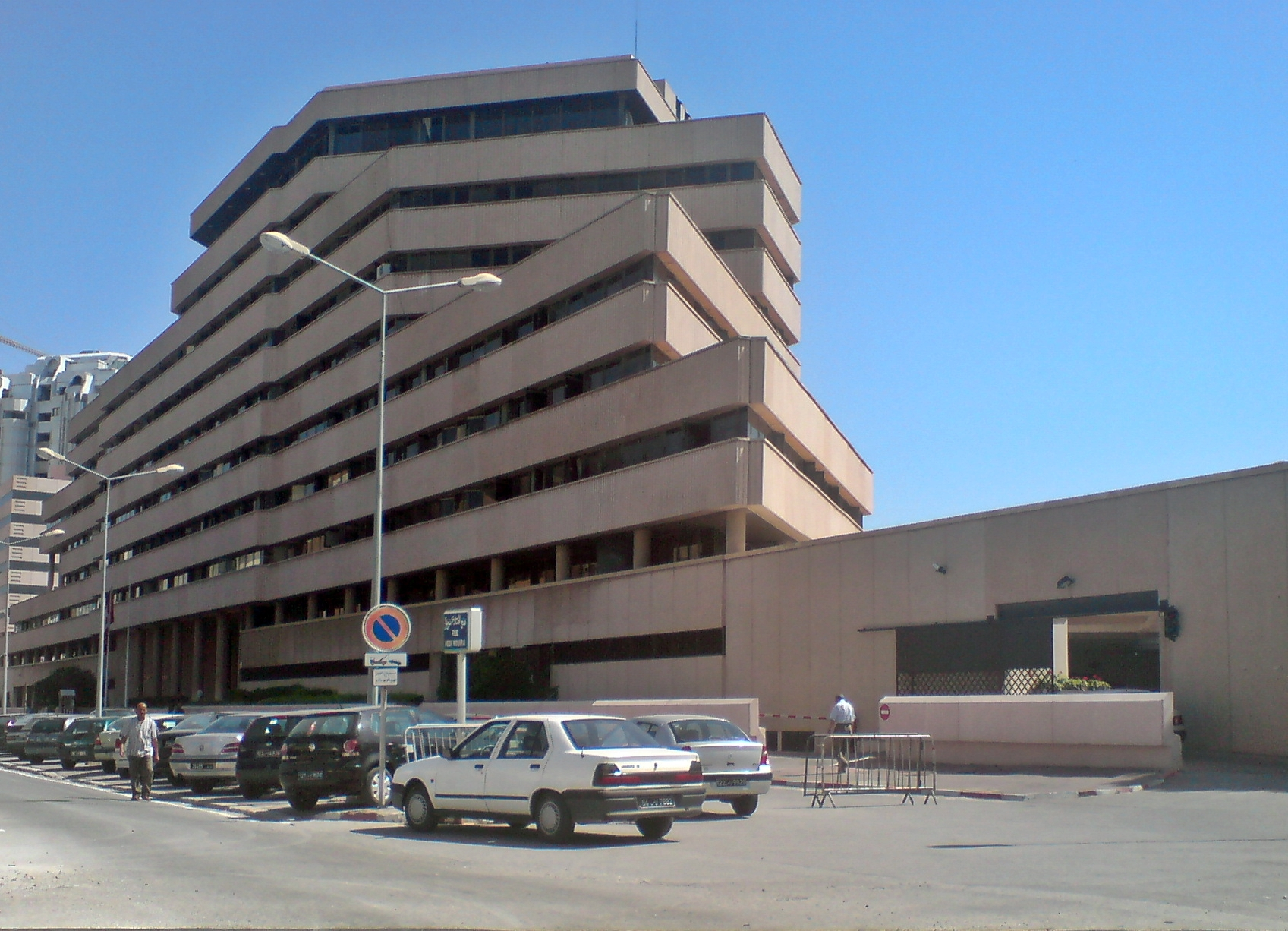
Sede do Banco Central da Tunísia

A União Europeia (UE) continua a ser o primeiro parceiro comercial, atualmente respondendo por 72,5% das importações e 75% das exportações tunisinas. A Tunísia é um dos parceiros comerciais mais consagrados da UE na região do Mediterrâneo e é o 30º maior parceiro comercial do bloco europeu. O país foi o primeiro do Mediterrâneo a assinar um Acordo de Associação com a União Europeia, em julho de 1995, embora, mesmo antes da data de entrada entrar em vigor, a Tunísia já tivesse começado a desmantelar as tarifas sobre o comércio bilateral. O país acabou com as tarifas para os produtos industriais em 2008 e, portanto, foi o primeiro da região a entrar em uma zona de livre comércio com a UE.
A "Tunis Sports City" é uma cidade inteira de esportes sendo construída em Túnis. A cidade que será composta por edifícios de apartamentos, bem como instalações de vários esportes construídas pelo Grupo Bukhatir a um custo de 5 bilhões * de dólares. O Porto Financeiro de Túnis vai criar o primeiro centro financeiro offshore do Norte da África na baía da cidade, em um projeto com um valor de desenvolvimento final de 3 bilhões de dólares. A "Tunis Telecom City" é um outro projeto de 3 bilhões de dólares para criar um centro de TI em Túnis.

## Infraestrutura

### Transportes

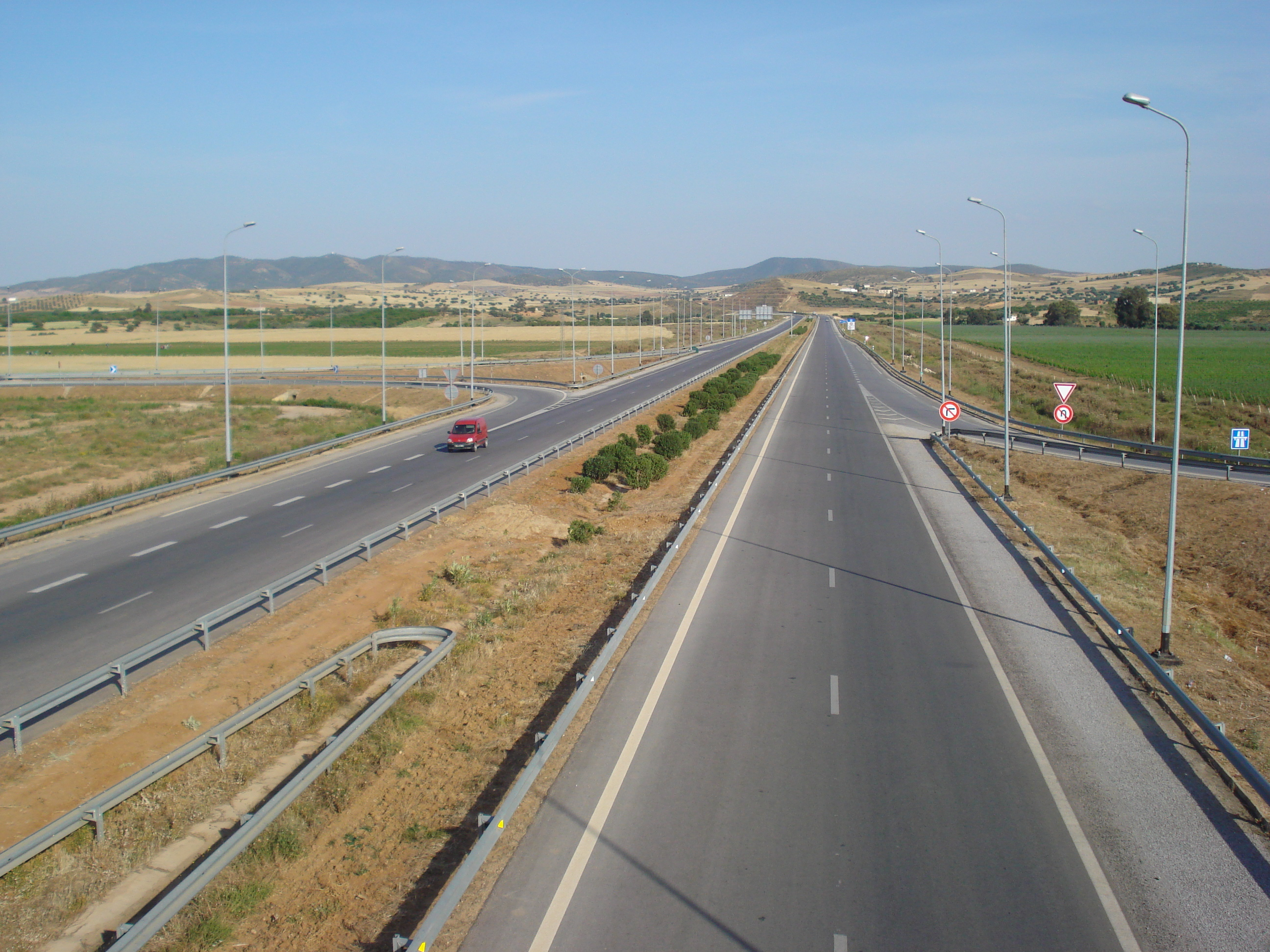
Autoestrada A3, entre Túnis e Béja

O país mantém uma rede de 19 232 km de estradas, com três autoestradas: A1 Túnis-Sfax (obras em curso para Sfax-Líbia), A3 Túnis-Beja e A4 Túnis-Bizerte. Há 29 aeroportos no país, sendo que o Aeroporto Internacional de Túnis-Cartago e o Aeroporto Internacional de Djerba-Zarzis são os mais importantes. Um novo aeroporto, o Aeroporto Internacional Enfidha-Hammamet, foi concluído no final de outubro de 2009, mas foi inaugurado em 2011. O aeroporto está localizado ao norte de Sousse em Enfidha e atende principalmente os resorts de Hamammet e Port El Kantaoui, juntamente com cidades do interior, como Cairuão. Quatro companhias aéreas estão com sede na Tunísia: Tunisair, Karthago Airlines, Nouvelair e Tunisair Express. A rede ferroviária é operada pela "Société Nationale des Chemins de Fer Tunisiens" (SNCFT) e equivale a 2 135 km no total. A área de Túnis é servida por uma rede de VLT chamada Metro Leger que é gerida pela Transtu.

### Educação

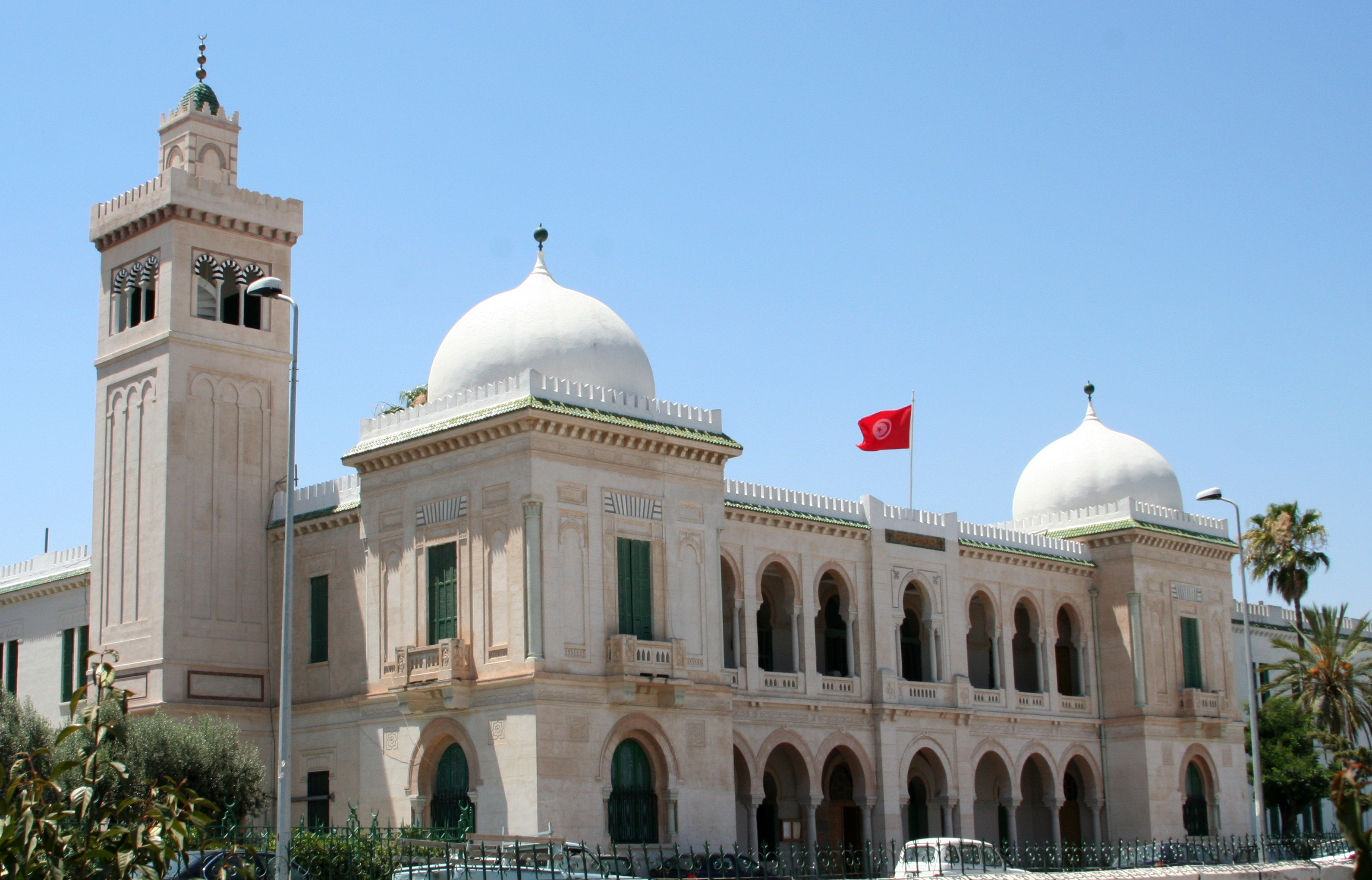
Colégio Sadiki em Túnis

A taxa de alfabetização de adultos em 2008 foi de 78%. A educação é considerada prioridade e é responsável por 6% do PIB. A educação básica para crianças entre as idades de 6 e 16 anos é obrigatória desde 1991. A Tunísia foi classificada no 17º lugar na categoria "qualidade do sistema educativo" e em 21º na categoria de "qualidade do ensino primário" no Global Competitiveness Report de 2008–9, divulgado pelo Fórum Econômico Mundial.
Os quatro anos de ensino secundário estão abertos a todos os que concluem o ensino básico e é onde os alunos se concentram para entrar no nível universitário ou para se juntar a força de trabalho após a conclusão dos estudos. O ensino secundário é dividido em duas fases: "acadêmico geral" e "especializadas". O sistema de ensino superior na Tunísia passou por uma rápida expansão e o número de alunos mais do que triplicou em 10 anos, ao sair de 102 000 em 1995 para 365 000 em 2005.

### Saúde
Em 2010, os gastos com saúde representaram 3,37% do Produto Interno Bruto (PIB) do país. Em 2009, havia 12,02 médicos e 33,12 enfermeiros por 10 000 habitantes. A expectativa de vida ao nascimento era de 75,73 anos em 2016, ou 73,72 anos para homens e 77,78 anos para mulheres. A mortalidade infantil em 2016 foi de 11,7 por 1 000.

### Mídia

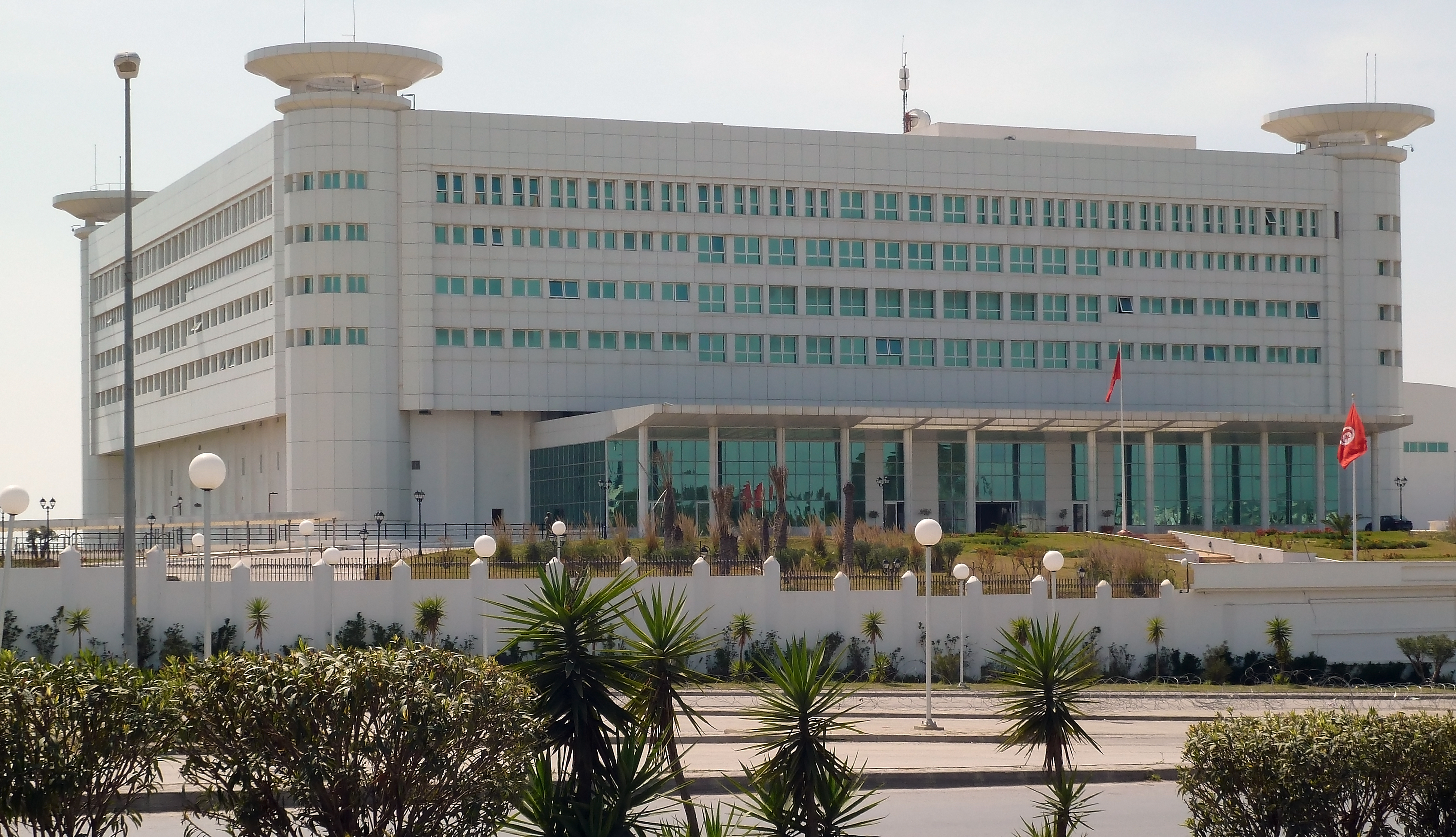
Sede da Télévision Tunisienne

A mídia televisiva por muito tempo permaneceu sob o domínio da Autoridade de Radiodifusão Tunísia (ERTT) e de sua antecessora, a Rádio e Televisão Tunisiana, fundada em 1957. Em 7 de novembro de 2006, o ex-presidente Zine el-Abidine Ben Ali anunciou a cisão do negócio, que entrou em vigor em 31 de agosto de 2007. Até então, a ERTT geria todas as estações de televisão pública (Télévision Tunisienne 1, bem como Télévision Tunisienne 2, que tinha substituído a extinta RTT 2) e quatro estações de rádio nacionais (Radio Tunis, Tunisia Radio Culture, Youth e Radio RTCI) e cinco regionais em Sfax, Monastir, Gafsa, Le Kef e Tataouine. A maioria dos programas são em árabe, mas alguns são em francês. O crescimento na radiodifusão e da televisão privada tem criado várias estações, como Radio Mosaique FM, Jawhara FM, Zaytuna FM, Hannibal TV, Ettounsiya TV e Nessma TV. Em 2007, cerca de 245 jornais e revistas (em comparação com apenas 91 em 1987) eram 90% de propriedade de grupos privados e independentes.

## Cultura
A cultura da Tunísia começa com os berberes, um povo nômade do Norte de África que se estabeleceram primeiro no leste do Egito, em seguida, transferiram-se para as terras da atual República da Tunísia.[carece de fontes?] Foram os primeiros povoadores da Tunísia. Com o passar dos séculos, vários fluxos migratórios se estabeleceram na Tunísia, trazendo suas tradições e uma excelente cozinha, criando assim uma intensa mistura étnica.[carece de fontes?]

### Esportes

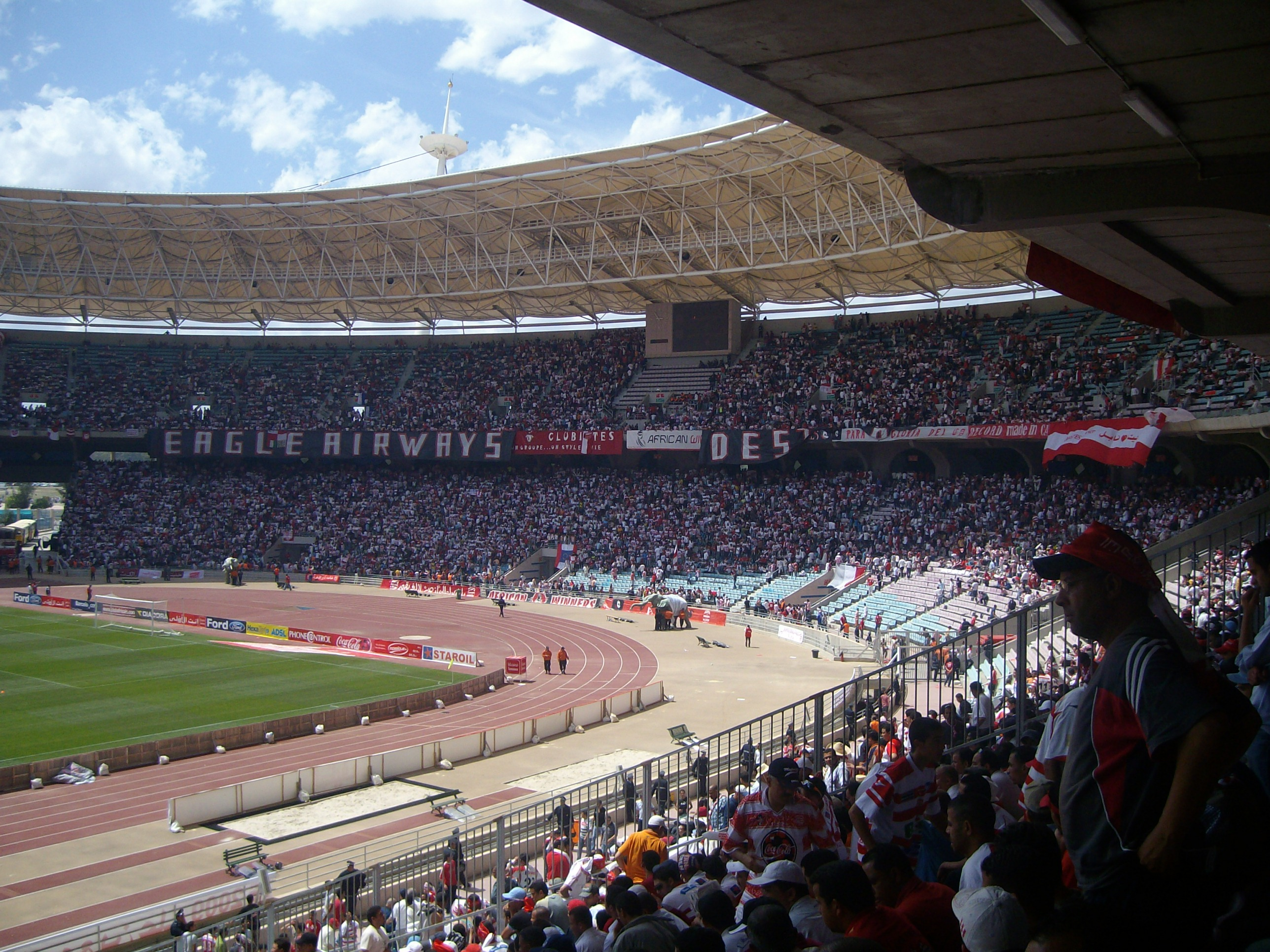
Estádio Olímpico de Radès

O futebol é o esporte mais popular no país. A Seleção Tunisiana de Futebol, também conhecida como "As Águias de Cartago", venceu o Campeonato Africano das Nações de 2004, que foi realizada na Tunísia. Eles também participaram da Copa das Confederações FIFA de 2005, que foi realizada na Alemanha, mas não conseguiram ir além da primeira rodada. A divisão principal do futebol local é o Campeonato Tunisiano de Futebol. Os principais clubes são o Espérance Sportive de Tunis, o Étoile Sportive du Sahel, o Club Africain e o Club Sportif Sfaxien.
A Seleção Tunisiana de Handebol Masculino tem participado em vários campeonatos mundiais. O campeonato nacional é composto por cerca de 12 equipes, cujos principais times são o ES. Sahel e o Esperance S.Tunis. O mais famoso jogador de handebol da Tunísia é Wissem Hmam. No Campeonato Mundial de Handebol Masculino de 2005, realizado em Túnis, Hmam foi classificado como o melhor marcador do torneio. A equipa de handebol nacional tunisina venceu o Campeonato Africano oito vezes, sendo a equipe que domina esta competição, bem como o Campeonato Africano de 2010, no Egito ao derrotar o país anfitrião.
No boxe, Victor Perez ("Young") foi campeão mundial na classe de peso peso-pena em 1931 e 1932. Nos Jogos Olímpicos de Verão de 2008, o tunisiano Oussama Mellouli conquistou a medalha de ouro nos 1 500 m nado livre. Nos Jogos Olímpicos de Verão de 2012, ele ganhou uma medalha de bronze nos 1 500 m livre e uma medalha de ouro na maratona de 15 km.